# Ngoại giao Việt Nam thời Mạc

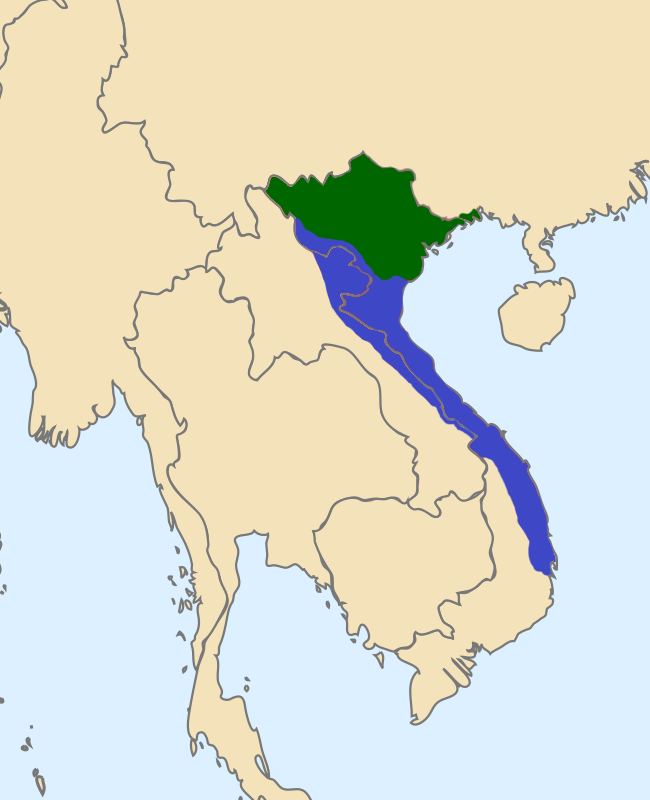
Phần lãnh thổ nhà Mạc và nhà Lê trung hưng quản lý vào năm 1590

Ngoại giao Việt Nam thời Mạc phản ánh những hoạt động ngoại giao dưới triều đại nhà Mạc ở Đại Việt trong thời kỳ chính thức (1527-1592) và cát cứ ở Cao Bằng (1593-1677). Thời kỳ này, xảy ra Chiến tranh Lê-Mạc nên sử sách không đề cập nhiều về các hoạt động ngoại giao của nhà Mạc với nhà Minh cũng như các nước khác. Tuy vậy, vấn đề biên giới Việt-Trung lại trở nên nổi bật khi Mạc Đăng Dung phải chấp nhận đầu hàng nhà Minh khi quân Minh kéo sang vào năm 1540, đồng thời cắt và giao nộp đất, gồm 2 đô Như Tích, Chiêm Lãng và 4 động Tư Lẫm, Kim Lặc, Cổ Sâm, Liễu Cát cho nhà Minh. Về sau, khi nhà Mạc phải rút chạy vào năm 1593, nhà Minh yêu cầu vua Lê cắt đất Cao Bằng cho nhà Mạc và con cháu nhà Mạc vẫn dựa vào uy tín nhà Minh, nhà Thanh để tồn tại đến khi mất.

## Bối cảnh
Năm 1527, Mạc Đăng Dung cướp ngôi nhà Hậu Lê, lập ra nhà Mạc. Năm 1533, Nguyễn Kim lập Lê Trang Tông lên ngôi, tái lập nhà Lê, cho người sang tố cáo với nhà Minh rằng nhà Mạc cướp ngôi của nhà Lê. Chúa Bầu Vũ Văn Uyên ở Tuyên Quang cũng sai người sang báo việc nhà Mạc cướp ngôi.
Nhà Mạc ở vào tình thế "lưỡng đầu thọ địch": nhà Minh uy hiếp ở phía bắc, nhà Hậu Lê (Lê Trung hưng) uy hiếp ở phía nam.

## Hoạt động ngoại giao với nhà Minh

### Quan hệ về lễ triều
Rút kinh nghiệm từ thất bại của nhà Hồ do việc cướp ngôi nhà Trần, năm 1528, Mạc Thái Tổ sai người sang Yên Kinh báo với nhà Minh con cháu họ Lê không còn ai thừa tự nữa, dặn lại cho đại thần là họ Mạc tạm coi việc nước, cai trị dân chúng. Tuy nhiên, vua Minh không tin, bí mật sai người sang dò thăm tin tức trong nước, xét hỏi nguyên do, ngầm tìm con cháu họ Lê để lập lên. Tuy nhiên vua tôi nhà Mạc đã "khéo léo" trả lời, đem nhiều vàng bạc để đút lót nhà Minh. Khi sứ giả nhà Minh về tâu rằng con cháu họ Lê đã hết, không ai nối ngôi được, đã uỷ thác cho họ Mạc; dân trong nước đều tôn phục và theo về họ Mạc cả đồng thời xin tha tội cho họ. Vua Minh mắng sứ giả, không nghe thì vua Mạc sợ nhà Minh hỏi tội, bèn lập mưu cắt đất dâng 2 châu Quy, Thuận cùng với hai tượng người bằng vàng và bạc cùng châu báu, của lạ, vật lạ. Vua Minh thu nhận đồ cống, từ đấy quan hệ hai nước trở lại bình thường.
Năm 1529, hai vị quan cũ nhà Lê là Trịnh Ngung, Trịnh Ngang chạy sang tố cáo với nhà Minh. Vua tôi nhà Mạc đem nhiều lễ đút lót cho nhà Minh để loại bỏ cả hai. Cuối cùng cả hai đều chết trên đất Trung Hoa.
Năm 1533, Nguyễn Kim lập Lê Duy Ninh lên ngôi, tức Lê Trang Tông và sai người sang báo Mạc Đăng Dung cướp ngôi, đặt quan lại nguỵ, chiếm giữ Kinh thành, ngăn trở đường tiến cống. Nhà Minh bèn sai Hàm Ninh hầu Cừu Loan làm tổng đốc quân vụ, Binh bộ thượng thư Mao Bá Ôn làm tham tán quân vụ, đem quân sang hỏi đánh Đại Việt của nhà Mạc.

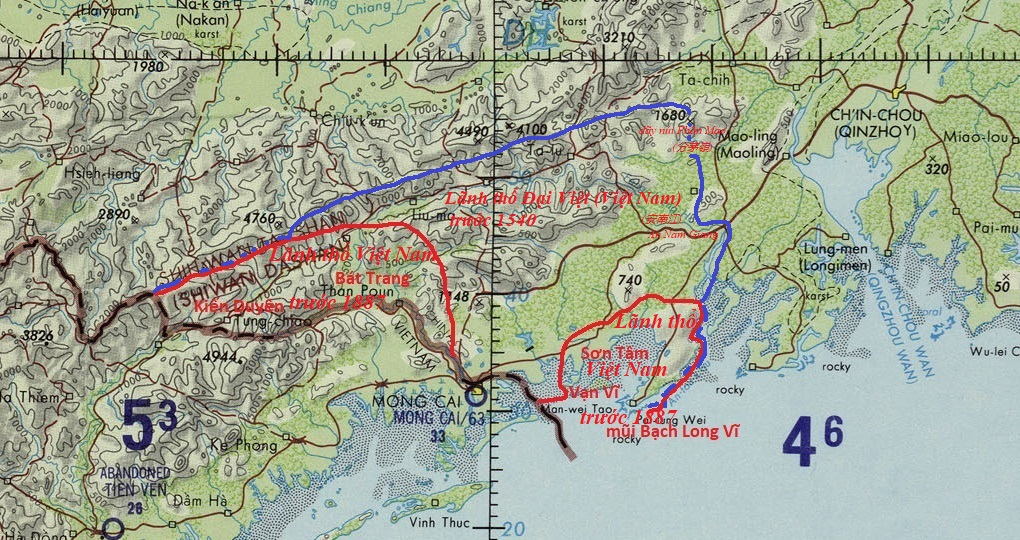
Phạm vi lãnh thổ Việt Nam bị mất vào tay nhà Minh năm 1540 (màu xanh) và nhà Thanh năm 1887 (màu đỏ), hiện nay nằm ở phía nam Quảng Tây

Để tránh đổ máu, Mạc Đăng Dung chấp nhận đầu hàng. Ông sai người lên biên giới xin hàng quân Minh. Ngày 3 tháng 11 âm lịch năm Canh Tý (1540) Mạc Đăng Dung cùng các bầy tôi Nguyễn Như Quế, Đỗ Thế Khanh, Đặng Văn Trị lên cửa ải. Ông tự trói mình trước doanh trại của quân Minh (do Mao Bá Ôn dựng nên), cúi đầu dâng tờ biểu đầu hàng, nộp hết sổ sách, đồng thời dâng đất cho nhà Minh và sai người mang tờ biểu đến Yên Kinh. Vua Minh phong cho Mạc Đăng Dung làm An Nam Đô thống sứ ty, đúc ấn và ban cho nhà Mạc; hằng năm cấp lịch Đại Thống cho vua tôi nhà Mạc.
Năm 1542, Hiến Tông Mạc Phúc Hải nhận 1.000 bản lịch Đại Thống của nhà Minh ban và lĩnh một đạo sắc mệnh cũ phong Mạc Đăng Dung (lúc này đã mất) làm An Nam đô thống sứ ty đô thống sứ và một quả ấn bạc. Nhà Mạc cho người sang tạ ơn và tuế cống nhà Minh. Cuối năm đó nhà Minh phong Mạc Phúc Hải làm An Nam đô thống sứ ty. Năm sau, nhà Mạc lại cho sứ sang tuế cống nhà Minh. Vua Minh ra lệnh ban cấp cho sứ giả theo như lệnh cũ, nhưng bãi việc ban yến, giảm bớt cỗ bàn. Đến năm 1548, vua Mạc lại cho sứ sang tuế cống nhà Minh. Năm này bắt đầu đánh dấu mốc bình thường hoá trong quan hệ giữa vua tôi nhà Mạc và triều Minh. Đồ tiến cống từ giữa thời Mạc đổi ra lư hương, bình hoa bằng vàng bạc, nặng bằng người vàng.
Trước đây, khi Phạm Tử Nghi nổi loạn với nhà Mạc, chạy vào đất nhà Minh, tên tướng này thả quân đi bắt người cướp của Quảng Đông, Quảng Tây, người Minh không chịu nổi. Năm 1551, nhà Mạc sai Mạc Kính Điển quân đi đánh Mạc Chính Trung và Phạm Tử Nghi, bắt được Tử Nghi, chém lấy đầu gửi sang nước Minh nhưng người Minh không nhận, trả lại.
Sang thời Mạc Mậu Hợp, nhà Mạc dùng chính sách tăng cường ngoại giao, cống nạp cho nhà Minh để tranh thủ sự ủng hộ khi bị thất thế. Thái bảo Giáp Trưng từng dâng sớ xin triều đình bàn lại vì "việc đó là nhục nước". Tuy nhiên sau khi bàn luận, Mạc Mậu Hợp do dự không quyết định. Năm 1566 nhà Mạc cử người lên đầu địa giới Lạng Sơn đón tiếp sứ thần Lê Quang Bí về nước. Lê Quang Bí đi sứ nhà Minh năm 1548, bị nhà Minh giữ lại 18 năm, đến lúc đó mới trở về. Các năm 1580, 1584 nhà Mạc lại cho sứ sang triều cống nhà Minh.
Năm 1593, nhà Mạc mất quyền cai trị, phải chạy lên Cao Bằng. Nhà Hậu Lê xin cầu phong của nhà Minh. Sau lần hội khám năm 1597, nhà Minh vẫn chỉ phong cho Lê Thế Tông làm An Nam đô thống sứ ty như đã phong cho nhà Mạc trước đây. Đồng thời, nhà Minh dùng uy thế "thiên triều" ép họ Trịnh cắt đất Cao Bằng cho họ Mạc cát cứ trong nhiều năm. Họ Mạc phải dựa vào thế lực nhà Minh và sau đó là nhà Thanh để tồn tại đến năm 1677 rồi mất.

### Vấn đề biên giới

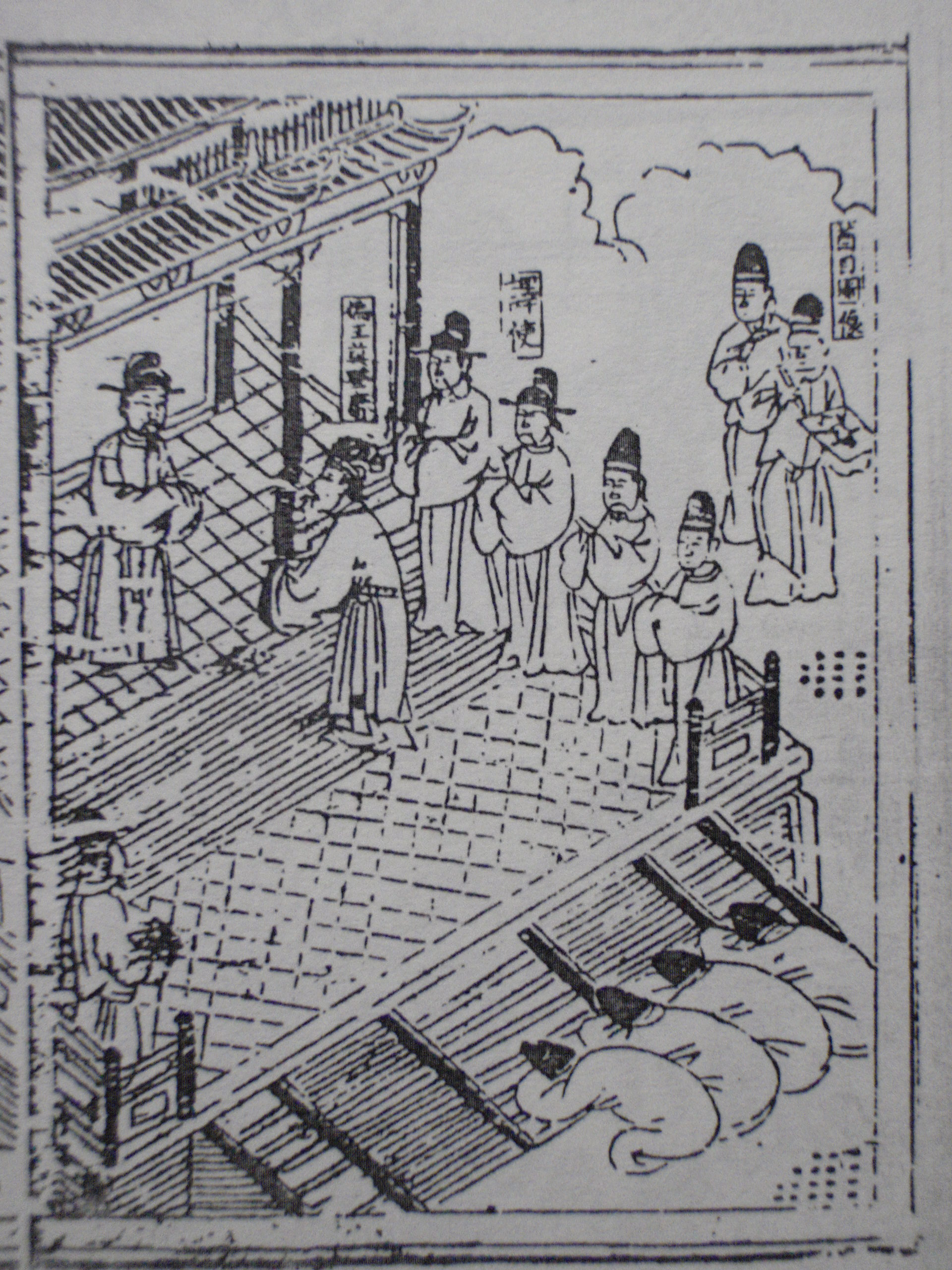
Một họa phẩm được in trong cuốn An Nam lai uy đồ sách: Người đứng trong chính điện là sứ thần triều Minh, người chắp tay chào là Thái thượng hoàng Mạc Đăng Dung (dòng chữ: Ngụy vương Mạc Đăng Dung / 偽王莫登庸); địa điểm này là trấn Nam Quan, năm 1540.

Năm 1533, Nguyễn Kim lập Lê Trang Tông lên ngôi, tái lập nhà Lê. Lê Trang Tông sai Trịnh Duy Liêu vượt biển sang Trung Quốc xin cầu viện nhà Minh đánh nhà Mạc. Sau một thời gian bàn bạc và trù tính, năm 1537, Minh Thế Tông giao quân cho Mao Bá Ôn chuẩn bị tiến xuống phía nam. Nghe tin quân Minh sắp tiến vào cõi, thái thượng hoàng Mạc Đăng Dung và Mạc Thái Tông rất lo lắng. Ý định chống cự quân Minh của nhà Mạc sớm tiêu tan vì không hề nắm bắt được những khó khăn mà nhà Minh đang phải đương đầu. Tháng 2 năm 1539, nhà Mạc dâng biểu sang nhà Minh xin hàng nhưng nhà Minh lại không chấp nhận. Lúc này để tránh đổ máu, Mạc Đăng Dung phải chấp nhận đầu hàng nhà Minh. Ngày 3 tháng 11 âm lịch năm Canh Tý (1540), Mạc Đăng Dung cùng các bầy tôi lên cửa ải. Chính Mạc Đăng Dung tự trói mình đến dâng biểu, nộp sổ sách xin hàng quân Minh. Trong biểu xin hàng, Mạc Đăng Dung đề cập đến việc thoái thác việc họ Mạc sang Yên Kinh (Bắc Kinh), ngoài ra cắt và giao nộp đất, gồm 2 đô Như Tích, Chiêm Lãng và 4 động Tư Lẫm, Kim Lặc, Cổ Sâm, Liễu Cát cho nhà Minh, đồng thời xin ấn tín để được thừa nhận sự cai trị ở An Nam.
Mao Bá Ôn và Cừu Loan nhận biểu của Mạc Đăng Dung bèn lui binh, tâu lên Minh Thế Tông. Vua Minh hạ lệnh cho Phiên ty Quảng Tây hằng năm cấp lịch Đại Thống cho nhà Mạc, quy định lệ 3 năm cống 1 lần; nhận và nhập 2 đô Như Tích, Chiêm Lãng và 4 động Tư Lẫm, Kim Lặc, Cổ Sâm, Liễu Cát vào Khâm Châu; hạ tước phong từ An Nam quốc vương xuống An Nam Đô thống sứ ty, đúc ấn và ban cho nhà Mạc.
Từ đó tình hình biên giới phía bắc Đại Việt khá yên ổn, nhà Mạc không còn gặp phải sự uy hiếp của nhà Minh. Sự kiện đầu hàng cắt đất của Mạc Đăng Dung cũng là sự kiện duy nhất xảy ra trong vấn đề biên giới phía bắc giữa nhà Mạc và nhà Minh trong suốt 65 năm tồn tại của nhà Mạc. Mặc dù vậy, trong những nội dung đầu hàng của Mạc Đăng Dung, việc cắt đất bị nhiều sử gia về sau lên án gay gắt. Tuy nhiên nhiều nhà sử học hiện đại nói rằng qua các sử sách Trung Quốc và Việt Nam, vấn đề chủ quyền đầu tiên với cũng như sự thay đổi địa lý hành chính của vùng đất này là rất phức tạp, hiện tại rất khó xác định rõ ràng. Họ cũng cho rằng sự nhẫn nhục của Mạc Đăng Dung không những trực tiếp cứu nhà Mạc mà còn gián tiếp cứu nhà Lê trung hưng, bởi nếu nhà Mạc bị nhà Minh diệt như nhà Hồ thì nhà Lê cũng sẽ bị nhà Minh diệt như nhà Hậu Trần.

## Với các vương quốc khác
Hầu như sử sách không đề cập đến quan hệ của nhà Mạc với các vương quốc khác trong khu vực do tình hình chiến tranh Lê-Mạc ở Đại Việt.